# Ulugh Khan
Almas Beg o Ulugh Khān (in urdu: الغ خان), nome con cui era più noto, (... – 1301/02 circa) è stato un generale indiano, fratello e generale del Sultano di Delhi ʿAlāʾ al-Dīn Khaljī.
Gestì l'iqta' di Bayana (India).
Ulugh Khān ebbe un ruolo molto importante nell'ascesa al trono di Delhi di ʿAlāʾ al-Dīn nel 1296. Egli attirò il precedente Sultano, Jalal al-Din Khalji a Kara-Manikpur, e in tale città ʿAlāʾ al-Dīn assassinò lo zio, tutore e suocero.
Assediò poi ed espugnò Multān, e assoggettò i membri sopravvissuti della famiglia di Jalāl al-Dīn.
Nel 1298 Ulugh Khān respinse un'invasione mongola del Khanato Chagatai, cosa che accrebbe il prestigio di suo fratello ʿAlāʾ al-Dīn. L'anno seguente, con il generale Nusrat Khan Jalesari, effettuò incursioni nella ricca provincia del Gujarat, ottenendo un immenso bottino che arricchì il tesoro del Sultano di Delhi. Condusse i rinforzi sultanali nella battaglia di Kili (1299) contro i Mongoli e assunse il comando nelle fasi iniziali dell'assedio di Ranthambore (1301). Morì pochi mesi dopo che la campagna di Ranthambore si era conclusa, sebbene un resoconto (infondato) di Amir Khusrow nella sua ʿĀshiqa (in persiano  ﻋﺎﺷﻘـة‎) sostenga che egli avrebbe comandato le forze di ʿAlāʾ al-Dīn negli ultimi anni.

## Gioventù
Suo padre Shihab al-Din Mas'ud era il fratello maggiore del fondatore della dinastia Khaljī, il Sultano Jalal al-Din Khalji. Oltre al figlio primogenito ʿAlāʾ al-Dīn (inizialmente noto come ʿAlī Gurshasp), ebbe altri due figli: Qutlugh Tigīn e Muḥammad.
Tanto ʿAlāʾ al-Dīn quanto Ulugh Khān sposarono figlie di Jalāl al-Dīn. Dopo che Jalāl al-Dīn divenne Sultano di Delhi, ʿAlāʾ al-Dīn fu nominato Amir-i Tuzuk (equivalente a Maestro di cerimonie), mentre Almas Beg ebbe l'incarico di Akhur-beg (equivalente a maestro di stalla).

## Ruolo nell'ascesa al trono di ʿAlāʾ al-Dīn
Nel 1291 Jalāl al-Dīn nominò ʿAlāʾ al-Dīn (allora ancora chiamato ʿAlī Ghurshasp) governatore della provincia di Kara. Pochi anni dopo ʿAlī Ghurshasp tessé un complotto ai danni dello zio per rovesciarlo dal trono sultanale. Nel 1296, ʿAlī Ghurshasp effettuò un raid su Devagiri, ma non consegnò il bottino preso a Jalāl al-Dīn. Invece ritornò a Kara e inviò una missiva di scuse al Sultano suo zio. Ulugh Khān assicurò il Sultano suo fratello che ʿAlī Ghurshasp gli era fedele e lo convinse a visitarlo a Kara, sostenendo che il nipote si sarebbe suicidato se Jalāl al-Dīn non lo avesse perdonato di persona.

Un ingenuo Jalāl al-Dīn visitò Kara, dove ʿAlī Ghurshasp lo fece uccidere il 20 luglio 1296.
Allorché nel 1296 divenne Sultano di Delhi, assumendo il nome di ʿAlāʾ al-Dīn, egli fece barbeg, con il titolo di Ulugh Khān ("Gran Khan"), il suo evidente complice.

## Carriera militare
Ulugh Khān fu un abile generale, e svolse un ruolo importante nelle conquiste militari di ʿAlāʾ al-Dīn. Secondo lo storico Ḍiyāʾ al-Dīn Baranī, ʿAlāʾ al-Dīn una volta meditò di creare una nuova religione, e comparò i suoi quattro generali (Ulugh, Nuṣrat, Ẓafar e Alp) ai primi quattro califfi successori di Maometto.

### Assedio di Multān
Dopo avere usurpato il Sultanato di Delhi ʿAlāʾ al-Dīn decise di eliminare la famiglia del precedente Sultano Jalāl al-Dīn da lui già ucciso. Nel novembre del 1296 inviò un potente esercito di 30 000-40 000 uomini, al comando di Ulugh Khān e Ẓafar Khān a Multan, che era governata dal figlio di Jalāl al-Dīn, Arkalī Khān. Di fronte a una certa qual depressione, i leader delle forze di difesa abbandonarono Arkalī Khān e disertarono dopo due mesi di assedio. ·  
Arkalī Khān e il suo giovane fratello Rukn al-Dīn si recarono all'accampamento di Ulugh Khān per negoziare una tregua. Ulugh Khān li ricevette con rispetto e promise loro di non fare loro alcun male. Ma, dopo avere occupato Multān, non tenne fede al suo impegno e imprigionò loro, le loro famiglie e gli ufficiali a loro fedeli. ·   I prigionieri furono poi accecati e/o uccisi da Nusrat Khan Jalesari, su ordine di ʿAlāʾ al-Dīn.

### Vittoria del 1298 sui Mongoli
Nell'inverno del 1297 i Mongoli guidati da un noyan del Khanato Chagatai fecero incursioni nel Punjab, penetrando fino a Kasur. ʿAlāʾ al-Dīn inviò Ulugh Khān (forse sostenuto da Zafar Khan) per frenare l'avanzata mongola. Secondo il cortigiano di Delhi Amir Khosrow Ulugh Khān coprì la distanza di due giornate di marcia in un solo giorno per fronteggiare i Mongoli, e raggiunse le rive del fiume Sutlej il 6 febbraio 1298. Lì ordinò ai soldati di guadare il fiume senza imbarcazioni, e inflisse una bruciante sconfitta al nemico. Khosrow afferma che 20 000 Mongoli caddero in battaglia, e molti altri furono uccisi a Delhi dopo essere stati portati in città come prigionieri. La vittoria accrebbe il prestigio del Sultano ʿAlāʾ al-Dīn, e rafforzò la sua posizione sul trono di Delhi.

### Gujarat
Ai primi del 1299 ʿAlāʾ al-Dīn inviò un esercito al comando di Ulugh Khān e di Nuṣrat Khān a invadere il ricco regno Vaghela del Gujarat. Secondo lo storico jainista Jinaprabha Suri, le forze di Ulugh Khān sconfissero i guerrieri del re Vaghela Karna ad Ashapalli (oggi Ahmedabad). Karna fuggì dal campo di battaglia e i guerrieri di Ulugh Khān si abbandonarono al saccheggio delle ricca città di Anahilavada (Patan). Secondo Jinaprabha, Ulugh Khān e Nuṣrat Khān distrussero centinaia di altri luoghi abitati, inclusa Asapalli, Vanthali e Surat. Depredarono anche numerosi monasteri, palazzi e templi. Questo resoconto è confermato anche da cronisti musulmani, come Ḍiyāʾ al-Dīn Baranī e ʿIsamī (ʿAbd al-Malik ʿIsamī).
L'esercito di Delhi abbandonò il Gujarat con un grande bottino e numerosi prigionieri, destinati alla schiavitù. Durante una sosta presso Jalore, Ulugh Khān e Nuṣrat Khān castigarono alcuni dei soldati per non avere consegnato il khums (un quinto della preda bellica) al tesoro sultanale. Ne derivò un ammutinamento, animato per lo più da soldati Mongoli convertiti di recente al'Islam. Gli ammutinati uccisero il segretario di Ulugh Khān e il fratello di Nuṣrat Khān, Malik ʿIzz al-Dīn. Il giorno seguente, circa 2 000-3 000 di quei soldati attaccarono gli attendamenti di Ulugh Khān. Gli aggressori scambiarono un nipote di ʿAlāʾ al-Dīn per Ulugh Khān e lo uccisero. Ulugh Khān, che era in un luogo di abluzioni al momento dell'attacco, si rifugiò nella tenda di Nuṣrat Khān, dove soldati a loro fedeli accorsero e respinsero i ribelli. Dopo che l'esercito raggiunse Delhi, severe punizioni colpirono le famiglie degli insorti. · 

### Battaglia di Kili
Mentre Ulugh Khān e Nuṣrat Khān erano in Gujarat, Zafar Khan respinse l'invasione mongola del Sindh. Questa vittoria fece guadagnare a Ẓafar Khān una grande fama di brillante generale e, secondo il quasi contemporaneo storico Ḍiyāʾ al-Dīn Baranī, provocò la gelosia di ʿAlāʾ al-Dīn e di Ulugh Khān. Baranī afferma anche che i due fratelli meditarono di accecare o avvelenare Ẓafar Khān. Lo storico Banarsi Prasad Saksena dubita tuttavia della credibilità di questa ipotesi.
Nella battaglia di Kili del 1299 contro i Mongoli Ulugh Khān comandò i contingenti di rinforzo dell'esercito sultanale. Durante lo scontro Ẓafar Khān attaccò un contingente mongolo senza l'autorizzazione di ʿAlāʾ al-Dīn e fu uccisoi (quanto mai provvidenzialmente per chi crede al malanimo del Sultano per il suo bravo generale) non senza avere inflitto pesanti perdite al nemico. Secondo il lavoro dello storico del XVII secolo Hajiuddabir, Ẓafarul-vali, Ulugh Khān non andò in soccorso di Ẓafar Khān perché aveva mantenuto una sorda ostilità nei suoi confronti.
I Mongoli infine si ritirarono dal campo di battaglia.

### Assedio di Ranthambhore
Nel 1299 Hammiradeva, il sovrano della dinastia rajputi Chahamana di Ranastambhapura (ossia Ranthambore), nell'attuale Rajasthan, aveva assicurato asilo ai Mongoli fuggiaschi che avevano guidato l'ammutinamento contro Ulugh Khān a Jalore. Ulugh Khān, che era stato governatore di Bayana, presso Ranthambore, chiese ad Hammira di uccidere quei fuggiaschi in segno di amicizia o di fronteggiare una sua invasione. Quando Hammira rifiutò di uccidere o chiedere la resa di quei Mongoli, ʿAlāʾ al-Dīn ordinò a Ulugh Khān nel 1301 di invadere Ranthambore.
Ulugh Khān marciò fino al fiume Banas, dove sconfisse e uccise il generale di Hammira, Bhimasimha. Tuttavia l'esercito patì una disfatta al passo di montagna chiamato Hinduvata. ʿAlāʾ al-Dīn spedì allora Nuṣrat Khān Jalesārī per sostenere Ulugh Khān e l'esercito sultanale, così raffozato, marciò ancora una volta su Ranthambore. Secondo l'Hammira Mahakavya, questa volta Ulugh Khān finse di volere arrivare a un accordo di tregua con Hammira, e quando Hammira gli consentì di valicare il passo di Hinduvata, l'esercito di Delhi espugnò dapprima Jhain e poi piombò su Ranthambore, dove Nuṣrat Khān fu ucciso nel corso dell'assedio. Approfittando del lutto nel campo degli aggressori, le forze di Hammira li attaccarono e obbligarono Ulugh Khān a ripiegare su Jhain.
Allorché ʿAlāʾ al-Dīn seppe della disfatta di Ulugh Khān, guidò personalmente un più potente contingente militare su Ranthambore. Mentre era lì un ufficiale di nome Ḥaji Mawla prese il controllo di Delhi, convincendo il Sultano a spedire il suo generale Malik Ḥāmid al-Dīn a Delhi. Qualche giorno dopo, ʿAlāʾ al-Dīn venne a sapere che Ḥaji Mawla aveva nominato un discendente di Iltutmish come Sultano-fantoccio a Delhi. ʿAlāʾ al-Dīn pertanto inviò anche Ulugh Khān a Delhi. Nel momento in cui questi giunse a Delhi, la rivolta di Ḥaji Mawla era già stata sedata. Ulugh Khān ordinò che tutti i rivoltosi ancora in vita fossero giustiziati. Anche i nipoti dell'antico padrone di Ḥaji Mawla (che era un liberto), Fakhr al-Dīn, vennero uccisi con inutile ferocia, visto che essi non avevano svolto alcun ruolo nella ribellione.
ʿAlāʾ al-Dīn espugnò il forte di Ranthambore nel luglio del 1301 e ne affidò il governo a Ulugh Khān. Tuttavia la popolazione odiava talmente il nuovo governatore imposto dal vincitore da consigliare Ulugh Khān di non spostarsi oltre le periferie di Ranthambore.

## Ultimi giorni
Dopo la conquista di Ranthambore ʿAlāʾ al-Dīn ordinò a Ulugh Khān di prepararsi a marciare sulla capitale Kakatiya di Warangal. Ulugh Khān radunò un esercito massiccio ma morì pochi mesi più tardi. · 
Secondo lo storico del XIV secolo Ḍiyāʾ al-Dīn Baranī, la sua morte afflisse notevolmente ʿAlāʾ al-Dīn, che elargì considerevoli somme in opere di carità in sua memoria. Tuttavia il cronista contemporaneo di Baranī, ʿIsamī, scrisse che ʿAlāʾ al-Dīn avesse ordinato l'uccisione di Ulugh Khān per avvelenamento. Durante la marcia del Sultano verso Ranthambore, suo nipote Akat Khān avrebbe tentato di assassinarlo. Quando ʿAlāʾ al-Dīn perse conoscenza, Akat Khān avrebbe erroneamente creduto che fosse morto, e divulgò la notizia. Secondo il racconto di Isami, un servo di ʿAlāʾ al-Dīn disse al Sultano che, quando sentì la notizia, Ulugh Khān avesse dichiarato che egli era pronto a occupare il trono reso vacante. Ciò avrebbe reso sospettoso ʿAlāʾ al-Dīn nei confronti di Ulugh Khān, portando poi alla morte il generale. Anche il cronista del XVI secolo Ḥusām Khān, nelle sue Tabaqat-i Bahādur Shāhī, attribuisce la morte di Ulugh Khān al veleno, cosa riaffermata dal più tardo cronista Ḥāji al-dabīr.
Lo storico contemporaneo Banarsi Prasad Saksena respinge come falso il resoconto di ʿIsamī. Tuttavia il suo collega Kishori Saran Lal crede che, dato il carattere e il temperamento di ʿAlāʾ al-Dīn, non sia impossibile che egli avesse ucciso suo fratello.
Nel 1304 ʿAlāʾ al-Dīn inviò un altro esercito contro il Gujarat, che riuscì ad annettere al Sultanato di Delhi. In base all'ʿĀshiqa di Amir Khusrow (che ha tuttavia un valore storico scarso), Ulugh Khān avrebbe guidato l'operazione, ma tale notizia rimane senza alcuna conferma. ʿIsamī ricorda invece il nome del comandante della seconda campagna militare contro il Gujarat, che sarebbe stato Malik Jhitam. Anche lo storico del XVI secolo Firishta crede che a quell'epoca Ulugh Khān fosse già morto. Il testo del XVIII secolo del Mirāt-i Aḥmadī sostiene che Ulugh Khān avesse governato il Gujarat per venti anni, ae che fosse stato poi ucciso a causa di una cospirazione da Malik Kāfūr, ma l'autore lo confuse evidentemente con Alp Khān, il fratello di ʿAlāʾ al-Dīn, Ulugh Khān.